# Donndorf (Eckersdorf)
Donndorf ist ein Gemeindeteil der Gemeinde Eckersdorf im Landkreis Bayreuth (Oberfranken, Bayern). Die Gemarkung Donndorf hat eine Fläche von 2,241 km². Sie ist in 1009 Flurstücke aufgeteilt, die eine durchschnittliche Flurstücksfläche von 2221,19 m² haben. In ihr liegen neben dem namensgebenden Ort die Gemeindeteile Matzenberg und Schloss Fantaisie.

## Geografie

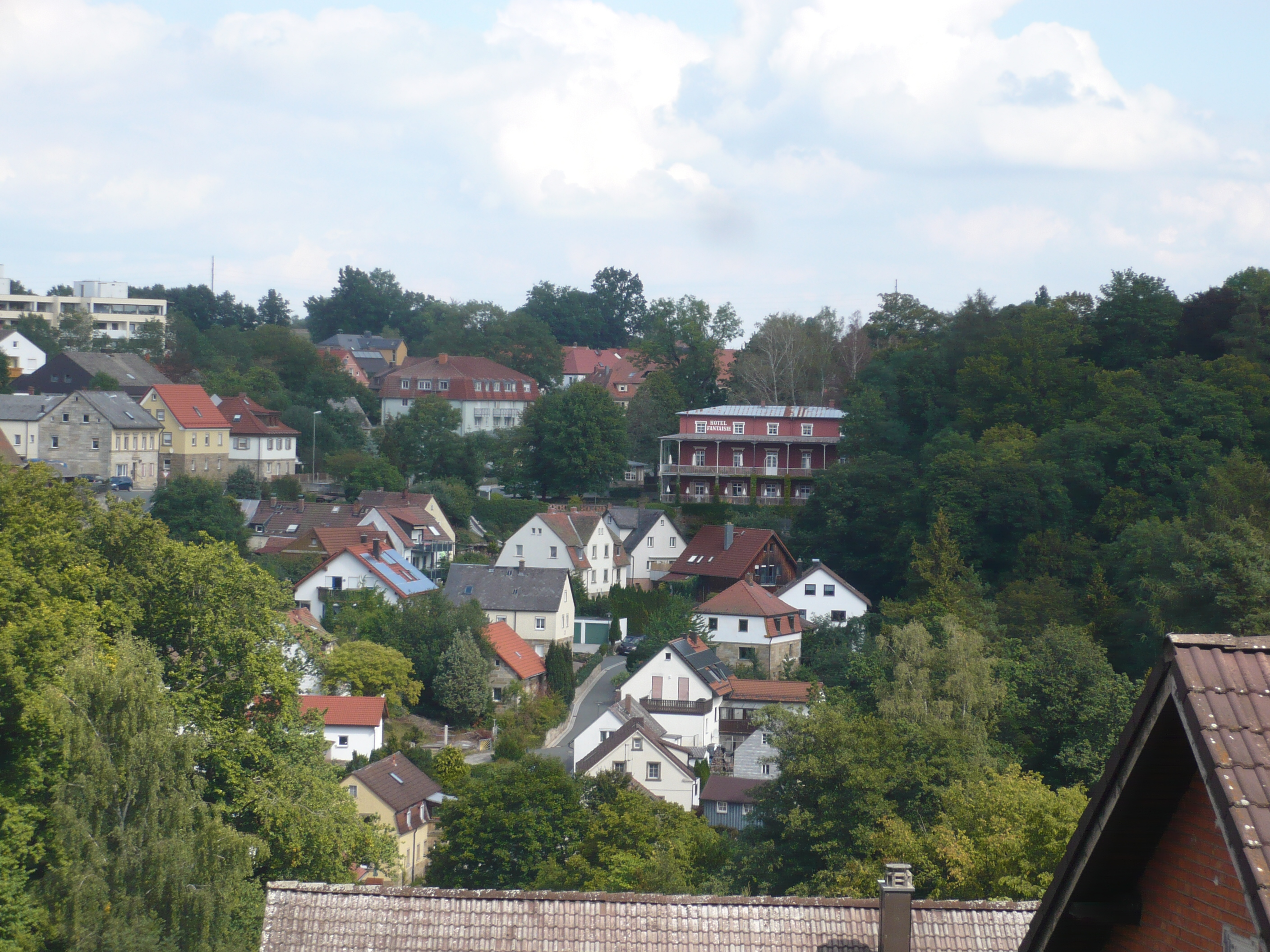
Blick von Eckersdorf über das Talmühlbachtal nach Donndorf

Südlich des Dorfes fließt der Thalmülbach, ein linker Zufluss der Mistel. 0,5 km nördlich liegt die Flur Schmatzerhöhe. Donndorf bildet mit Eckersdorf im Westen und Forst im Norden eine geschlossene Siedlung. Die Bundesstraße 22 führt nach Eckersdorf (1 km westlich) bzw. nach Meyernberg (1,8 km östlich). Eine Gemeindeverbindungsstraße führt nach Forst zur Kreisstraße BT 14 (1,3 km nordwestlich).

## Geschichte

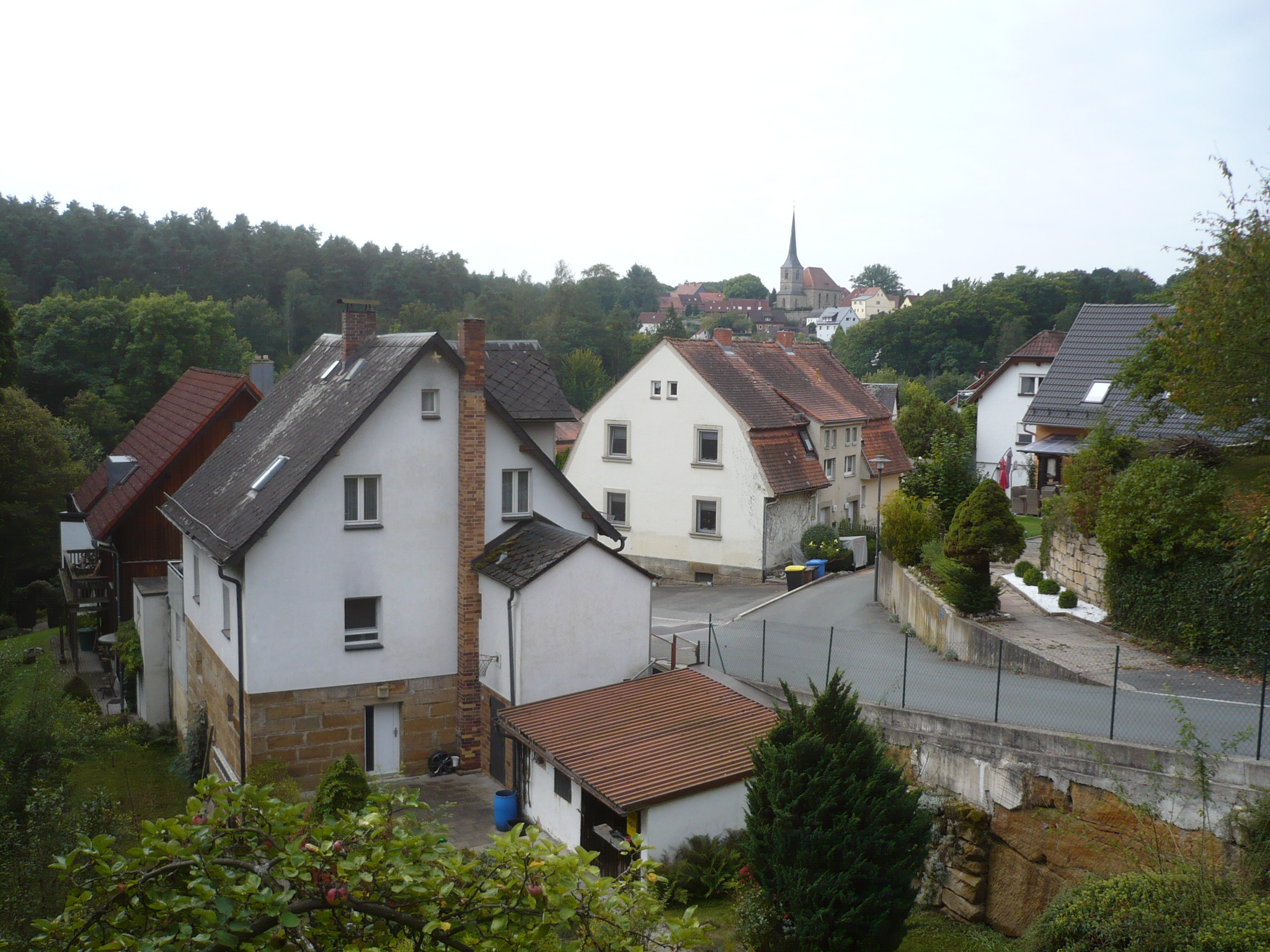
Blick über das Talmühlbachtal auf die Kirche St. Ägidius in Eckersdorf

Der Ort wurde 1223 als „Tandorf“ erstmals urkundlich erwähnt. Der Name bedeutet Siedlung bei den Tannen. Aufgrund der Existenz einer Ziegelhütte nahm man zeitweise auch eine Herleitung vom Tonabbau an. Seit 1692 gibt es die Schreibweise „Dondorff“. Im Landbuch A wird noch zwischen zwei Teilen, dem „Vorderen“ und dem „Hinteren Donndorf“ unterschieden.
Vom 17.–19. Jahrhundert wurden die Ortsteile unterschiedlich gezählt. Es wurden zwischen zwei (Vorderdonndorf und Hinterdonndorf) und sechs Ortsteile (Vorderdonndorf, Hinterdonndorf, Lüchauenthal, Matzenberg, Thalmühle und Ziegelhütte) gezählt und benamt.
Die Gemeinde pfarrte nach Eckersdorf. In der dortigen Kirche St. Ägidius waren die Sitzplätze durch den Mittelgang nach den Ortschaften aufgeteilt. Auf der linken Seite saßen die Donndorfer und Oberpreuschwitzer, die Eckersdorfer saßen rechts.

### Siedlungsgeschichte
Vor der Einführung von Straßennamen existierten in Donndorf Hausnummern, die im Urkataster noch zu finden sind. Im Vergleich mit anderen Orten weisen sie einige Besonderheiten auf. Daraus lassen sich auch Schlüsse auf die Siedlungsgeschichte ziehen.

#### Lüchauental
Die ehemaligen Hausnummern 1 bis 15 umfassen das Lüchauental und den Gasthof Weißer Hirsch (heute: Hotel Fantaisie). Die Nummerierung beginnt an der Talsohle und endet am Gasthaus. Bis zur Haus Nr. 11 wurden alle ungeraden Nummern bergan links gezählt, die geraden Nummern bergan rechts. Die Häuser 12 und 14 standen außerregulär bergan links. Das Lüchauenthal ist eine Plansiedlung der Schlossbewohner für ihre Bediensteten und als Straßendorf konzipiert. Die Häuser 1–11 umfassten im 19. Jahrhundert kaum Grundbesitz und waren sogenannte Sölden, in denen Taglöhner und Handwerker (z. B. Weber) leben.

#### Hinterdonndorf
Die ehemaligen Hausnummern 22 bis 35 gehörten zum hinteren Donndorf östlich des Schlossparks. Dort dürfte wohl auch der Sitz des Adelsgeschlechtes der Tanndorfer gelegen haben. Diese Herren von Tanndorf waren ausweislich des Landbuchs A im Besitz des gesamten Dorfes. Der in Stein gefasste Kindleinsbrunnen – eine Quelle südlich der ehemaligen Gerichtslinde – dürfte die Trinkwasserversorgung ihrer Burganlage gewesen sein. Die Nummerierung begann beim südlichsten Haus, folgte dann der heutigen Bayreuther Straße nach Osten in Richtung Bayreuth (Haus-Nr. 22–27). Haus-Nr. 28–35 waren auf der gegenüberliegenden Straßenseite und von Ost nach West nummeriert. Das Haufendorf Hinterdonndorf war also rund um einen Mittelpunkt gebaut, von dem die Verbindungsstraßen zur Hohen Straße und zum Teufelsgraben abzweigten. Am Ortsausgang der mittelalterlichen Siedlung dürfte die Straße nach Geigenreuth abgezweigt haben. In der Nähe dieses Weilers – heute ein Stadtteil der Stadt Bayreuth – stand wohl der namensgebende Galgen. Darauf deuten auch andere Flurnamen (Himmelreich, das Gebiet rund um die Gerichtsstätte, Österreich, das Gebiet östlich eines Gaus) hin. Donndorf war im frühen Mittelalter der östliche Grenzort des Siedlungsgebietes Hummelgau.

#### Vorderdonndorf
Eine Gruppe aus zumeist landwirtschaftlichen Anwesen (Haus-Nr. 36–42) befand sich nördlich des ehemaligen Lüchauer Schlosses. Darunter war auch die ehemalige Ziegelhütte. Die Hausnummern 43 bis 51 waren von West nach Ost nummeriert, beginnend beim Domeyerschen Gasthof (heute: Bamberger Straße 28). Vorderdonndorf war vermutlich ein Straßendorf entlang der heutigen B 22.

### Neuzeit

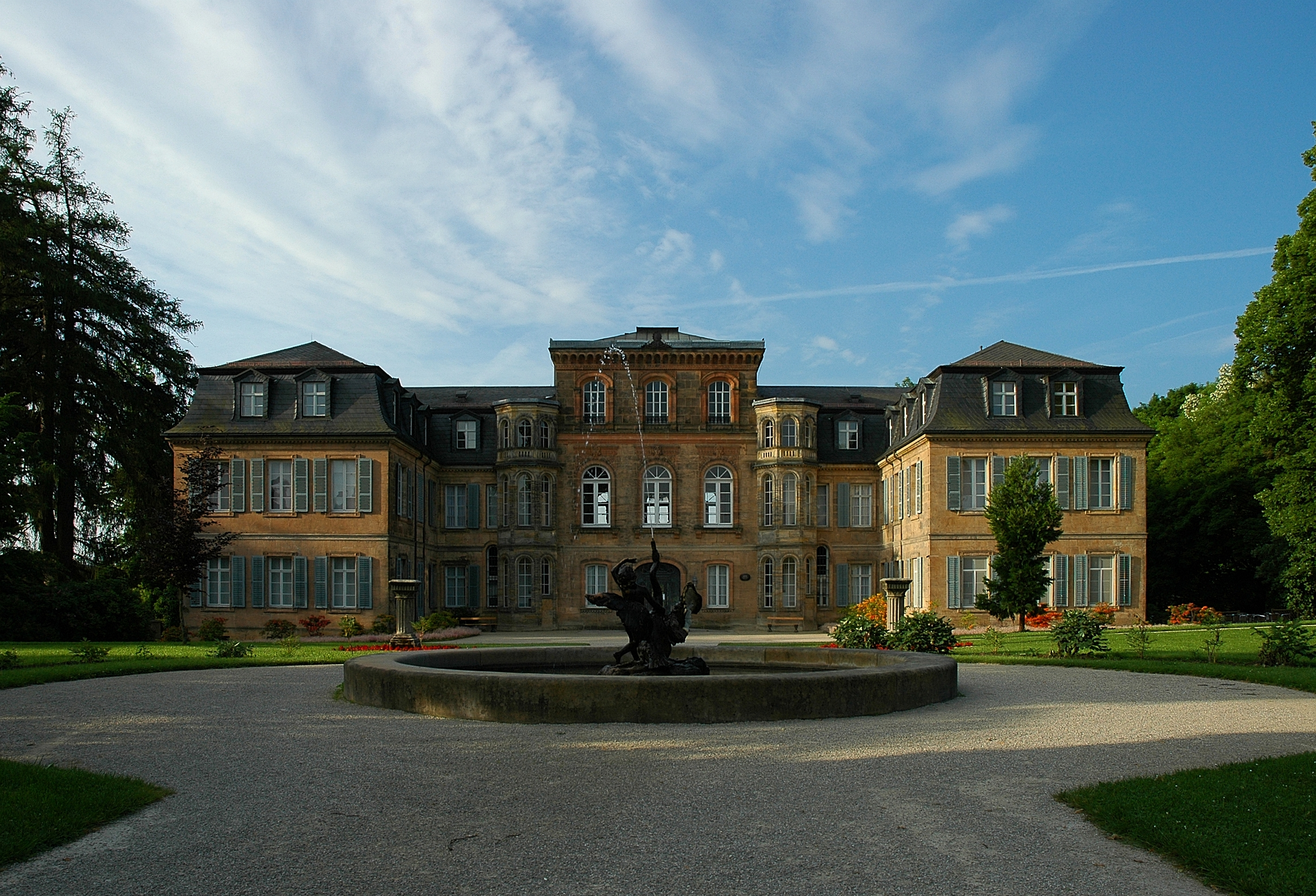
Sandsteinbau Schloss Fantaisie

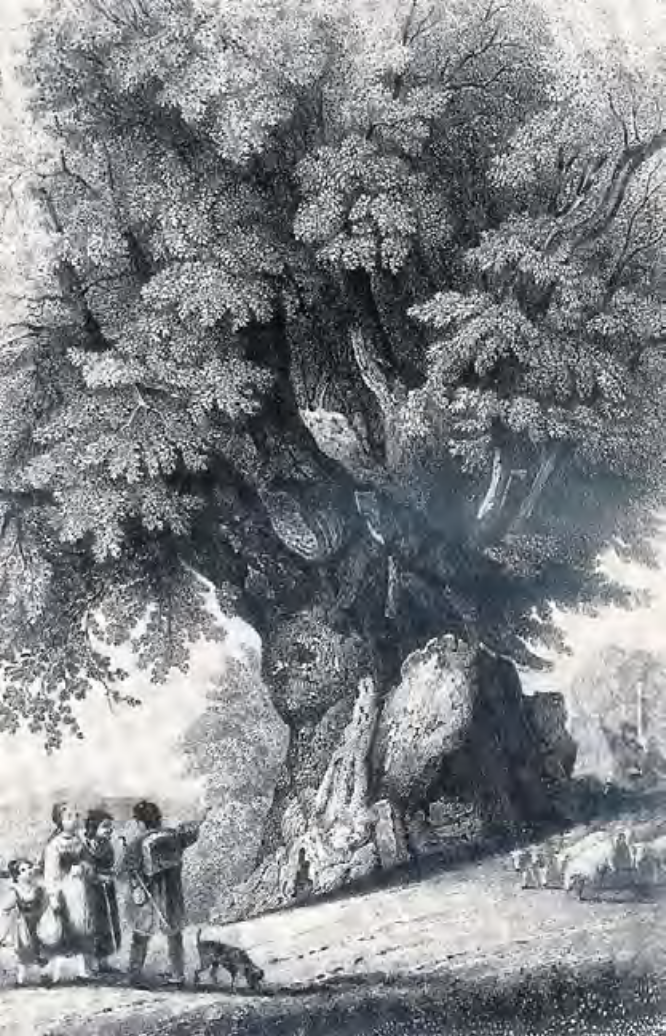
Donndorfer Gerichtslinde (Ludwig Richter 1837)

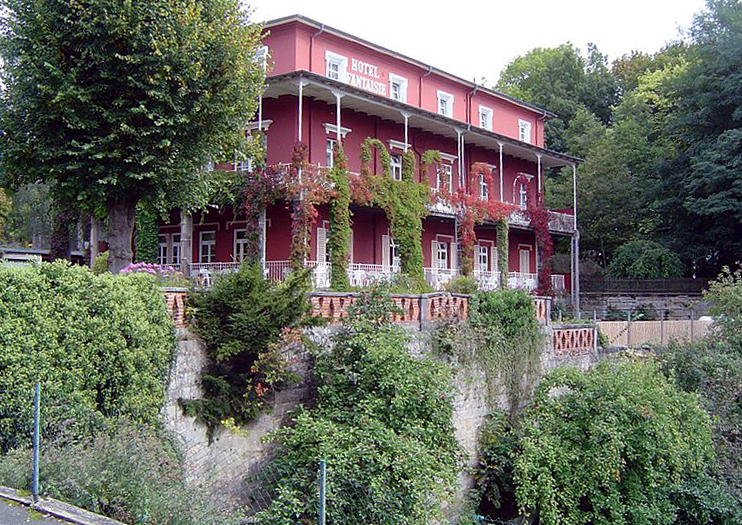
Hotel Fantaisie

Am Ausgang des Mittelalters fiel das Dorf an die Herren von Plassenberg. Mit deren Aussterben kam es 1552 an die Herren von Lüchau, die ein Schloss am Eingang zum heute nach ihnen benannten Lüchauental besaßen. Mit deren Aussterben fiel das Lehen 1757 an die Bayreuther Markgrafen.
Ab dem 18. Jahrhundert wurde im Ort Rhätsandstein abgebaut. Der letzte aktive Sandsteinbruch im Landkreis Bayreuth wurde in den 1960er Jahren in Donndorf aufgegeben.
1758 wurde südlich des Orts mit dem Bau der markgräflichen Sommerresidenz Schloss Fantaisie begonnen. Dieses Schloss entstand östlich unweit des alten Lüchauerschlosses und wurde nach 1763 vollendet. Zum Schloss gehört eine ausgedehnte Parkanlage. Der heutige Hauptweg durch den Park unmittelbar südlich des Schlosses war vermutlich einst die Donndorfer Landstraße. Er wurde durch die Lüchauer und die Markgrafen nach Norden auf den Verlauf der heutigen B 22 verlegt. Dadurch wurde das Anwesen Donndorf 23 (heute Bayreuther Str. 4 und 13) geteilt.
Südlich unterhalb des Schlosses befindet sich der sogenannte Herzog- oder Thalmühlweiher. Der letztgenannte Name bezieht sich auf eine Mühle, die 1591 das erste Mal in den Kirchenbüchern erwähnt wird. Noch zur Markgrafenzeit befand sie sich am heutigen Nordostufer des Herzogweihers und wurde bis zu ihrem Abriss durch Herzog Alexander im Jahr 1845 betrieben. Mit ihr verschwanden auch die Hausnummern Donndorf 20 und 21.
Das Hotel Fantaisie wurde 1864 auf den Mauern des Gasthofes Weißer Hirsch auf Betreiben Alexanders gebaut.
Das heutige Rathaus der Großgemeinde Eckersdorf wurde von Herzog Alexander errichtet. Dort lebte seine Lebensgefährtin. Von 1862 bis 1901 war darin eine Heilanstalt für Gemütskranke untergebracht, die durch den Arzt Falco betrieben wurde. Innovativ war der offene Vollzug der meist sehr betuchten Patienten.
Überregional bekannt war die Donndorfer Gerichtslinde mit einem Stammumfang von 14 Metern, die am Rand des Schlossparks stand. Während eines Gewittersturms wurde sie am 10. Juli 1849 durch Blitzeinschlag zerstört. Von Philipp Heinel existiert eine Zeichnung dieser Linde aus dem Jahr 1828, eine Lithografie fertigte Ludwig Richter 1837 an.
Nordwestlich des Schlosses gab es im 18. und 19. Jahrhundert eine Ziegelhütte. Gegenüber dem Eingang zum Schlosspark stand die Brauerei der Familie Schoberth. Sie war mit der Gastwirts- und Brauereifamilie in Eckersdorf verwandt und sie teilten sich in Donndorf einen gemeinsamen Bierkeller, der wohl in einem Steinbruch eingerichtet war.
1871 zählte man bei der Volkszählung 447 Einwohner in vier Ortsteilen, darunter befanden sich 24 Katholiken und ein Einwohner jüdischen Glaubens.
Richard Wagner zog Ende April 1872 mit seiner Familie vorübergehend in das örtliche Hotel Fantaisie.

### Hausnamen
Unter den Hausnamen der Bewohner Donndorfs befindet sich der Name Amtmann. Er war noch 1944 gebräuchlich, dürfte aber seine Wurzeln im 18. Jahrhundert haben. Nach dem Aussterben der Lüchauer kam Donndorf in den Besitz der Markgrafen, die dort ein Amt der finanziellen Verwaltung einrichteten. Noch 1792 war Donndorf der Sitz eines Amtmannes, der für Busbach, Donndorf, Eckersdorf, Hardt und Lohe als Vogtei-, Kameral- und Steuerbehörde zuständig war. Für einige Höfe, Güter und Sölden in Aichig (7), Kulmbach (8), Lindau (2) Lochau (5), und Schwingen (1) war dieses Amt ebenfalls Kameral- und Steuerbehörde. Als Amtshaus diente die Gärtnerwohnung des Schlosses. Im Jahr 1780 bekleidete dieses Verwaltungsamt Johann Georg Lunckenbein, der zusätzlich auch als Förster tätig war. Ob die Träger des Hausnamens Amtmann in verwandtschaftlicher Beziehung zu ihm stehen, ist unbekannt.
Ein weiterer Hausname Wiesenbauer geht auf einen Bauern namens Baumann am Ausgang des 18. Jahrhunderts zurück. Er wurde als „Wiesen-Hans“ bezeichnet und bekam seinen inoffiziellen Namen durch Heirat von seinem Nachbarort Forst nach Donndorf.
Der Hausname Matzen für die Bewohner des Matzenberges leitet sich von einem Matthäus Rettner ab.

### Verwaltung
Gegen Ende des 18. Jahrhunderts gab es in Donndorf 44 Anwesen. Die Hochgerichtsbarkeit stand dem bayreuthischen Stadtvogteiamt Bayreuth zu. Die Dorf- und Gemeindeherrschaft hatte die Amtsverwaltung Donndorf. Grundherren waren
- die Amtsverwaltung Donndorf (1 Schloss mit Gärtnerswohnung, 1 Mühle, 4 Söldengüter, 5 Sölden, 1 Gut mit Schmiedstatt, 1 Sölde mit Wirtschafts- und Schlachtgerechtigkeit, 4 Gütlein, 1 Ziegelhütte, 1 Bräuhaus mit Branntweinbrennerei- und Bierschankgerechtigkeit, 13 Häuser, 9 Tropfhäuser, 1 Häuslein),
- die Superintendentur Bayreuth (1 Halbhöflein),
- das Syndiakonat Bayreuth (1 Gütlein).[15]

Von 1797 bis 1810 unterstand der Ort dem Justiz- und Kammeramt Bayreuth. 1810 kam Donndorf zum Königreich Bayern. Infolge des Gemeindeedikts wurde Donndorf dem 1812 gebildeten Steuerdistrikt Eckersdorf zugewiesen. Zugleich entstand die Ruralgemeinde Donndorf, zu der Matzenberg und Schloss Fantaisie gehörten. Mit dem Gemeindeedikt von 1818 kam Tröbersdorf hinzu, das 1822 an Oberwaiz abgegeben wurde. Die Gemeinde Donndorf war in Verwaltung und Gerichtsbarkeit dem Landgericht Bayreuth zugeordnet und in der Finanzverwaltung dem Rentamt Bayreuth (1919 in Finanzamt Bayreuth umbenannt). Ab 1862 gehörte Donndorf zum Bezirksamt Bayreuth (1939 in Landkreis Bayreuth umbenannt). Die Gerichtsbarkeit blieb beim Landgericht Bayreuth (1879 in Amtsgericht Bayreuth umgewandelt). Die Gemeinde hatte 1964 eine Gebietsfläche von 2,255 km². Am 1. Mai 1978 wurde sie im Zuge der Gebietsreform in Bayern in die Gemeinde Eckersdorf eingegliedert.

### Baudenkmäler
- Ehemaliges Wirtschaftsgebäude des alten Schlosses
- Hotel Fantaisie
- Ehemaliges Jagdhaus
- Ehemaliges Schwesternheim, heute Rathaus
- Schloss Fantaisie
- Sandsteinsäule zur Markierung der Stadtgrenze
- Haus Nr. 18: Gasthof Adler, zweigeschossiger Quaderbau, in der ersten Hälfte des 19. Jahrhunderts errichtet, Halbwalmdach, fünf zu vier Obergeschossfenster, Türe mit gerader Verdachung.[20]
- Haus Nr. 26: Zweigeschossiger verputzter Massivbau; Erdgeschoss zweite Hälfte des 17. Jahrhunderts, darüber wohl Mitte 18. Jahrhundert, drei zu fünf Obergeschossfenster, im Erdgeschoss Fensterwände gekehlt. Geohrte Portalrahmung am Sturz bezeichnet „1750“.[20]
- Haus Nr. 43: Zweigeschossiger traufseitiger Quaderbau mit insgesamt 17 Obergeschossfenstern, um 1800, davon der 1832 neu errichtete Mittelbau mit vier rundbogigen Obergeschossfenstern (Saal) leicht vorgezogen; durchlaufendes Gurtgesims, Fenster flach gerahmt. Im Erdgeschoss des Mittelbaues Kreuzgratgewölbe auf vierseitigen Pfeilern.[20]

### Einwohnerentwicklung

#### Gemeinde Donndorf
| Jahr      | 1822   | 1840   | 1852   | 1855   | 1861   | 1867   | 1871   | 1875   | 1880   | 1885   | 1890   | 1895   | 1900   | 1905   | 1910   | 1919   | 1925   | 1933   | 1939   | 1946   | 1950   | 1952   | 1961   | 1970   |
| Einwohner | 353    | 461    | 433    | 418    | 425    | 465    | 447    | 532    | 534    | 455    | 437    | 434    | 474    | 458    | 550    | 581    | 574    | 593    | 615    | 842    | 817    | 797    | 787    | 1048   |
| Häuser    | 56     |        |        |        |        |        | 61     |        |        | 67     | 62     |        | 68     |        |        |        | 76     |        |        |        | 84     |        | 121    |        |
| Quelle    | [ 16 ] | [ 22 ] | [ 22 ] | [ 22 ] | [ 23 ] | [ 24 ] | [ 13 ] | [ 25 ] | [ 26 ] | [ 27 ] | [ 28 ] | [ 22 ] | [ 29 ] | [ 22 ] | [ 30 ] | [ 22 ] | [ 31 ] | [ 22 ] | [ 22 ] | [ 22 ] | [ 32 ] | [ 22 ] | [ 17 ] | [ 33 ] |

#### Ort Donndorf
| Jahr      | 001819 | 001822 | 001861 | 001871 | 001885 | 001900 | 001925 | 001950 | 001961 | 001970 | 001987 | 002016 | 002021 |
| Einwohner | 292 †  | 348    | 418    | 441 *  | 449 +  | 465    | 569    | 811    | 782    | 1045   | 1721   | 1954 ° | 1894 ° |
| Häuser    |        | 55     |        |        | 66 +   | 67     | 75     | 83     | 120    |        | 379    |        |        |
| Quelle    | [ 34 ] | [ 16 ] | [ 23 ] | [ 13 ] | [ 27 ] | [ 29 ] | [ 31 ] | [ 32 ] | [ 17 ] | [ 33 ] | [ 35 ] |        | [ 2 ]  |

## Religion
Donndorf ist seit der Reformation evangelisch-lutherisch geprägt und nach St. Ägidius (Eckersdorf) gepfarrt.

## Sonstiges
- Evang. Kita Fantasie Donndorf
- Freiwillige Feuerwehr Donndorf e. V.
- TSV Donndorf-Eckersdorf 1910 e. V.

## Söhne und Töchter der Gemeinde
- Hans Haas (1868–1934), deutscher Religionswissenschaftler und Theologe
- Alfred Horn (1936–2018), Fußballspieler